# Toevalsgetal
Een toevalsgetal is een getal dat gekozen wordt uit een verzameling getallen met ruwweg gezegd alle dezelfde kans om gekozen te worden. Formeel betreft het een stochastische variabele met een homogene of uniforme verdeling. Het toevalsgetal is dus als door toeval gegenereerd. Toevalsgetallen spelen een belangrijke rol in Monte-Carlosimulatie. In veel toepassingen is het toevalsgetal een trekking uit de uniforme verdeling op het interval [0,1].

## Toevalsgenerator
Om toevalsgetallen aan te maken bestaan er verschillende methodes, toevalsgeneratoren genaamd. Men kan bijvoorbeeld een telefoonboek openslaan en telkens het laatste cijfer van een willekeurig telefoonnummer aanzien als een geheel toevalsgetal tussen 0 en 9. Er bestaan algoritmes, zoals de mersennetwister, om toevalsgetallen te genereren. In rekenbladen is hiervoor de functie RANDOM().

### Pseudotoevalsgetallen
Voor veel wetenschappelijke toepassingen zijn weliswaar toevalsgetallen nodig, maar eigenlijk zou men reproduceerbare willen hebben, zodat een experiment herhaald kan worden. Dit is natuurlijk een tegenstrijdigheid, die men echter omzeilt door geen echte toevalsgetallen te gebruiken, maar pseudotoevalsgetallen. Deze getallen, die door een zogenaamde pseudotoevalsgenerator worden voortgebracht, hebben veel eigenschappen die ze op toevalsgetallen doen lijken, naar ze zijn volledig reproduceerbaar. 